# Crime and Punishment
Crime and Punishment is een dramafilm uit 1935 van Josef von Sternberg. Scenarioschrijvers Joseph Anthony en S.K. Lauren baseerde het script op Misdaad en straf, van de Russische schrijver Fjodor Dostojevski. Peter Lorre speelt de hoofdrol van de student Raskolnikov.

## Plot
Om aan geld te komen vermoordt de verarmde student Raskolnikov (Peter Lorre) een oude woekeraarster (Mrs. Patrick Campbell). De volgende dag wordt hij gearresteerd door inspecteur Porfiry (Edward Arnold); niet om de moord, maar om het niet betalen van de huur. Later biecht Raskolnikov de moord op aan zijn vriendin Sonya (Marian Marsh). De twee worden afgeluisterd door Grilov (Douglas Dumbrille), die het gegeven gebruikt om Raskolnikovs zus Antonya (Tala Birell) te chanteren. Uiteindelijk bekent Raskolnikov zijn misdaden aan de politie.

## Productie
Peter Lorre tekende kort nadat hij zich in de Verenigde Staten had gevestigd een contract bij Columbia Pictures. De filmmaatschappij vond het moeilijk om een geschikte rol voor hem te vinden. Na enkele maanden besloot Lorre dat een verfilming van Misdaad en straf uitkomst zou bieden. Columbia ging akkoord op voorwaarde dat hij Lorre ook mocht verhuren aan Metro-Goldwyn-Mayer. De opnames van Crime and Punishment werden uitgesteld en Lorre speelde eerst in Mad Love, zijn eerste Amerikaanse film.
De roman Misdaad en straf bevatte elementen als prostitutie en het falen van de politie, zaken die niet door de Amerikaanse censuur zouden komen. Sternberg besloot om het veilig te spelen en een onconventionele film te maken "over een rechercheur en een crimineel".

## Cast

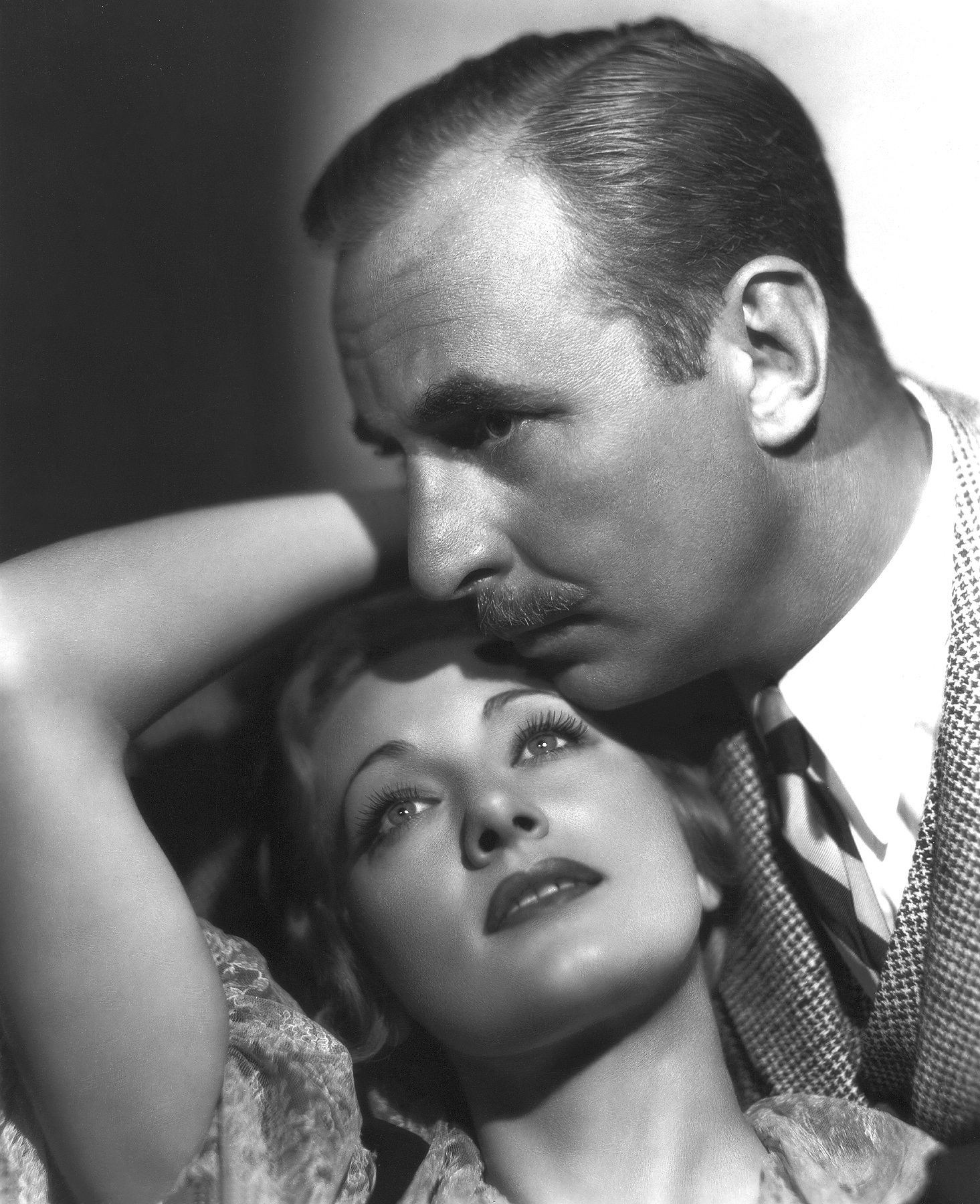
Tala Birell en Douglass Dumbrille in Crime and Punishment

| Acteur                | Personage                     |
| --------------------- | ----------------------------- |
| Peter Lorre           | Roderick Raskolnikov          |
| Edward Arnold         | inspecteur Porfiry            |
| Marian Marsh          | Sonya                         |
| Tala Birell           | Antonya Raskolnikov           |
| Elizabeth Risdon      | Mrs. Raskolnikov              |
| Robert Allen          | Dmitri                        |
| Douglas Dumbrille     | Grilov                        |
| Gene Lockhart         | Lushin                        |
| Charles Waldron       | president van de universiteit |
| Thurston Hall         | redacteur                     |
| Johnny Arthur         | klerk                         |
| Mrs. Patrick Campbell | woekeraarster                 |

## Ontvangst
Op 22 november 1935 ging Crime and Punishment in première. De film werd matig ontvangen, al wist Lorre het volgens The New York Times af en toe een "angstaanjagende pathologische gewichtigheid" te geven. Lorre vertelde in een interview dat hij na Crime and Punishment door de filmmaatschappijen als Box Office Poison werd beschouwd: gif voor de omzet.